# Rezolucija Vijeća sigurnosti UN-a 821
Rezolucijom Vijeća sigurnosti UN-a 821, usvojena 28. travnja 1993., nakon ponovnog potvrđivanja Rezolucije 713 (1991.) i svih kasnijih rezolucija, Vijeće je također podsjetilo na rezolucije 757 (1992.), 777 (1992.) i Rezoluciju Opće skupštine 47/1 (1992.) koje izjavio da je nekadašnja Socijalistička Federativna Republika Jugoslavija prestala postojati i da SRJ treba podnijeti zahtjev za članstvo u Ujedinjenim narodima, a do tada ne treba sudjelovati u Općoj skupštini.
Rezolucija 821 navodi da Savezna Republika Jugoslavija (Srbija i Crna Gora) ne može automatski nastaviti članstvo bivše Socijalističke Federativne Republike Jugoslavije u Ujedinjenim narodima, te stoga preporučuje Generalnoj skupštini da odluči da Savezna Republika Jugoslavija (Srbija) i Crna Gora) neće sudjelovati u radu Ekonomskog i socijalnog vijeća Ujedinjenih naroda, odlučivši ponovno razmotriti to pitanje prije završetka 47. zasjedanja Opće skupštine.
Rezolucija je odobrena s 13 glasova za, niti jednim protiv, uz dva suzdržana glasa Kine i Rusije.

## Vanjske poveznice
| Wikizvor | Engleski Wikizvor ima izvorni tekst na temu: United Nations Security Council Resolution 821 |

- Text of the Resolution at undocs.org